# Dying Is Your Latest Fashion
Dying Is Your Latest Fashion — дебютный студийный альбом американской рок-группы Escape the Fate, вышедший 26 сентября 2006 года.

## Об альбоме
Название альбома происходит от строчки в песне «Situations». Он содержит девять оригинальных песен, плюс две песни из «There’s No Sympathy for the Dead». «Not Good Enough for Truth in Cliché» и «Situations» были выпущены синглами, с видеоклипами. Это единственный, полный альбом и вторая работа с оригинальным вокалистом Ронни Радке.

## Список композиций
Слова и музыка всех песен — Ронни Радке совместно с Escape The Fate.
| №                   | Название                                               | Длительность |
| ------------------- | ------------------------------------------------------ | ------------ |
| 1.                  | «The Webs We Weave»                                    | 2:53         |
| 2.                  | «When I Go Out, I Want to Go Out on a Chariot of Fire» | 4:01         |
| 3.                  | «Situations»                                           | 3:06         |
| 4.                  | «The Guillotine»                                       | 4:35         |
| 5.                  | «Reverse This Curse»                                   | 3:40         |
| 6.                  | «Cellar Door»                                          | 4:38         |
| 7.                  | «There's No Sympathy for the Dead»                     | 5:29         |
| 8.                  | «My Apocalypse»                                        | 4:43         |
| 9.                  | «Friends and Alibis»                                   | 4:10         |
| 10.                 | «Not Good Enough for the Truth in Cliché»              | 3:51         |
| 11.                 | «The Day I Left the Womb»                              | 2:23         |
| Общая длительность: | Общая длительность:                                    | 43:27        |

| №   | Название                             | Длительность |
| --- | ------------------------------------ | ------------ |
| 12. | «Make Up (labeled "Look Your Best")» | 3:28         |

## Синглы
- «There’s No Sympathy for the Dead»
- «Not Good Enough for the Truth in Cliché»
- «Situations»

## Участники записи
- Ронни Радке — вокалист
- Брайн «Monte» Мани — гитара, бэк вокалист
- Омар Эспиноса — гитара
- Макс Грин — бас-гитара, бэк вокалист
- Роберт Ортис — барабаны